# Hempens
Hempens (en frison : Himpens) est un village de la commune néerlandaise de Leeuwarden, dans la province de Frise.

## Géographie
Situé au sud de la ville de Leeuwarden, Hempens ne forme qu'une seule agglomération avec le village de Teerns. Le quartier de Hoek, situé à l'est, en dépend également.

## Démographie
Le 1er janvier 2018, les deux villages comptait 145 habitants.